# Kazuya Igarashi
Kazuya Igarashi (五十嵐 和也 Igarashi Kazuya?), född 24 oktober 1965 i Iwate prefektur, är en japansk tidigare fotbollsspelare.
Igarashi började sin karriär 1984 i Furukawa Electric (JEF United Ichihara). Med Furukawa Electric vann han japanska ligan 1985/86 och japanska ligacupen 1986. 1997 flyttade han till Yokogawa Electric. Han avslutade karriären 2000.